# 1972年鐵路
此條目列出1972年發生有關鐵路運輸的事件。

## 事件

### 1月
- 1月23日：京都市電千本線（日语：京都市電千本線）、四條線（日语：京都市電四条線）、大宮線（日语：京都市電大宮線）停運。

### 2月
- 2月6日：岩泉線延長至岩泉站。
- 2月27日：宮古線通車。

### 3月
- 3月1日：篠山線停運。
- 3月15日：山陽新幹線第一階段通車，來往新大阪站至岡山站，與東海道新幹線直通運行。

### 4月
- 4月1日：宇品線停運，橫濱市電、下津井電鐵（日语：下津井電鉄）停運，丸之內線與荻窪線統一，仍稱丸之內線。

### 6月
- 6月25日：北陸鐵道能登線停運。
- 6月30日：都營地下鐵6號線由巢鴨站延長至日比谷站，結束了脫網局面。

### 7月
- 7月15日：總武本線延長至東京站，總武快速線開始營運。
- 7月22日：高千穗線延長至高千穗站。

### 9月
- 9月8日：白糠線通車。
- 9月9日：大隅線延長。
- 9月11日：舊金山灣區捷運開始營運。
- 9月14日：倫敦地鐵維多利亞線皮姆利科站啟用。
- 9月16日：加越能鐵道加越線停運。
- 9月18日：聖保羅地鐵通車。

### 10月
- 10月：湘黔鐵路通車。
- 10月20日：營團地下鐵千代田線由霞關站延長至代代木公園站。

### 11月
- 11月1日：舞鶴線停運。
- 11月9日：大阪市營地下鐵四橋線由玉出站延長至住之江公園站。
- 11月12日：東京都電停運。

### 12月
- 12月16日：橫濱市營地下鐵1號線通車，來往伊勢佐木長者町站至上大岡站。
- 12月22日：布達佩斯地鐵2號線由戴阿克·費倫茨廣場站延長至布達佩斯南站（英语：Déli pályaudvar (Budapest Metro)）。
- 12月25日：列寧格勒地鐵莫斯科－彼得格勒線由莫斯科站延長至庫普辛諾站。